# Leptocera bipilosa
Leptocera bipilosa är en tvåvingeart som beskrevs av Oswald Duda 1925. Leptocera bipilosa ingår i släktet Leptocera och familjen hoppflugor. Inga underarter finns listade i Catalogue of Life.